# Rudolf Stokvis
Rudolf Stokvis (conocido como Ruud Stokvis; Ámsterdam, 24 de abril de 1943) es un deportista neerlandés que compitió en remo.
Participó en dos Juegos Olímpicos de Verano en los años 1968 y 1972, obteniendo una medalla de bronce en Múnich 1972 en la prueba de dos sin timonel. Ganó una medalla de bronce en el Campeonato Mundial de Remo de 1966.

## Palmarés internacional
| Juegos Olímpicos   | Juegos Olímpicos  | Juegos Olímpicos  | Juegos Olímpicos   |
| Año                | Lugar             | Medalla           | Prueba             |
| ------------------ | ----------------- | ----------------- | ------------------ |
| 1972               | Múnich (RFA)      | Medalla de bronce | Dos sin timonel    |
| Campeonato Mundial |                   |                   |                    |
| Año                | Lugar             | Medalla           | Prueba             |
| 1966               | Bled (Yugoslavia) | Medalla de bronce | Cuatro sin timonel |